# Zamostny Balázs
Zamostny Balázs (Pécs, 1992. január 31. –) magyar labdarúgó, a BVSC-Zugló játékosa.

## Pályafutása
Pályafutását a PMFC-ben kezdte, majd 2006-ban az MTK-hoz került. Pécsi edzője, Kiss László úgy fogalmazott, hogy az utóbbi évek legnagyobb magyar tehetsége.
2010-ben bekerült a Nike tehetségkutatójába, amely július elején a Ferencvárossal játszott egy barátságos meccset.